# Монтедоро
Монтедо̀ро (на италиански: Montedoro, на сицилиански Muntidoru, Мунтидору) е село и община в Южна Италия, провинция Калтанисета, автономен регион и остров Сицилия. Разположено е на 450 m надморска височина. Населението на общината е 1641 души (към 2012 г.).